# 짱구는 못말려 극장판: 태풍을 부르는 노래하는 엉덩이 폭탄!
《짱구는 못말려 극장판: 태풍을 부르는 노래하는 엉덩이 폭탄!》(일본어: 映画クレヨンしんちゃん嵐を呼ぶ歌うケツだけ爆弾！→영화 크레용 신짱: 아라시를 부르는 노래하는 케츠다케 폭탄!)은 2007년 제작된 일본의 애니메이션 영화다.

## 개요
우스이 요시토의 《주간 액션》에 연재된 만화 《크레용 신짱》을 원작으로 하여 제작된 TV시리즈 《짱구는 못말려》의 극장용 애니메이션 영화 시리즈 제15작이다. 원제의 아라시(嵐)는 몹시 거센 바람을 의미하는 일본의 단어다. 대한민국에서는 CJ CGV㈜에서 수입하여 한국어 더빙만으로 추석 연휴에 맞추어 2009년 9월 24일(목요일)에 극장에서 개봉하였다. 더빙 과정에서 등장인물 및 지역명은 한국식 이름으로 사용하였다. 대한민국에서는 영화 시리즈 중에서 최초로 극장 개봉하였다.

## 줄거리
어느 날 오키나와 바닷가로 피서를 온 노하라 일가와 시로. 그런데 물 근처에서 놀던 시로는 정체모를 물체를 발견했고, 그것이 바위에 올라가 엉덩이춤을 추고 있던 신노스케에게 향하자 위기를 감지하고는 재빨리 신노스케를 밀쳐냈다. 그리고 물체는 시로의 엉덩이에 장착되었다. 그 날 저녁, 노하라 일가의 집에는 정체모를 자들이 들이닥쳤다. 바로 국제우주 감시센터 UNTI(Unidentified Nature Team Inspection, 한국판 UNKA) 장관 시구레인 토키츠네(박민호)는 시로의 엉덩이에 달린것은 지구를 날려 버릴 위력을 가진 폭탄이니 시로를 자신에게 넘기면 시로를 로켓에 실어 우주로 날려버려 처리하겠다고 한다. 당연히 그에 대한 엄청난 보상도 제시했지만 신노스케가 시로를 안 주겠다며, 멋대로 데려나간 바람에 일이 꼬이기 시작했다. 개양귀비 뮤지컬단은 폭탄을 손에 넣어 세계정복을 하려고 했다. 장비는 트레일러와 3인조 오토바이, 헬리콥터와 부메랑이 나온다.

## 평가
이 극장판은 한동안 인기도가 떨어지고 있었던 짱구는 못말려 극장판의 시청률에 활기를 불어넣어 주었던 극장판이다. 덕분에 관객들의 인기도가 상당히 올라갔는데 노하라 가족들의 단합과 강한 사랑과 희망과 소망과 믿음 등으로 뭉쳐진 내용을 다룬 극장판이었기 때문이었다. 물론 일본 뿐만 아니라 외국에서도 상당한 인기를 거두어 이 극장판을 칭찬하였다. 다만 약간 성인 등급의 음란한 내용들도 있었기 때문에 약간 비난을 받기도 하였다.

## 등장인물
- 노하라 신노스케(신짱구)
- 노하라 히로시(신형만)
- 노하라 미사에(봉미선)
- 노하라 히마와리(신짱아)
- 시로(흰둥이)

## 캐스트
- 노하라 신노스케 - 야지마 아키코
- 노하라 히로시 - 후지와라 케이지
- 노하라 미사에 - 나라하시 미키
- 노하라 히마와리 - 코오로기 사토미
- 시구레인 토키츠네
- 오코마
- 우라라 - 오리이 아유미
- 쿠라라
- 사라라 - 오오시마 마이

## 우리말 출연
- 신짱구 : 박영남
- 신형만 : 오세홍
- 봉미선 / 맹구 : 강희선
- 신짱아 / 김철수/ 우라라 : 여민정
- 흰둥이 / 한유리 / 사라라 : 장경희
- 이훈이 / 쿠라라 : 정혜옥
- 액션가면 / 엉덩이 함창 / 응카 대원 1(고릴라) : 현경수
- 박민호 : 엄상현
- 단장 코마 : 김서영
- 금파 : 김옥경
- 은파 / 응카여대원 2 : 이미나
- 김민정
- 김성연
- 응카대원 : 박서진
- 서원석
- 서유리
- 심정민
- 이명희
- 응카여대원 1 : 이재현
- 이지현
- 응카대원 : 임경명
- 응카대원 2(소) : 최낙윤

## 스태프
- 원작 : 우스이 요시토 《크레용 신짱》
- 캐릭터 원안 : 우스이 요시토
- 각본 : 야스미 테츠오
- 작화감독 : 하라 카츠노리, 오오모리 타카토시, 하리가야 히데오, 마마다 마스오
- 캐릭터 디자인 : 하라 카츠노리, 스에요시 유우이치로
- 설정 디자인 : 스에요시 유우이치로
- 미술감독 : 카와구치 마사아키, 무라카미 료코
- 촬영감독 : 우메다 토시유키
- 편집 : 오카야스 하지메
- 점토 애니메이션 : 이시다 타쿠야
- 음향감독 : 오오쿠마 아키라
- 음악 : 와카쿠사 케이, 아라카와 토시유키, 마루오 미노루
- 치프 프로듀서 : 모기 히토시, 오오타 켄지, 이쿠타 히데다카, 나카시마 카즈키
- 감독 : 무토 유지
- 그림 콘티 : 무토 유지, 마스이 소이치, 히라이 미네타로우
- 연출 : 이시다 이타루
- 색채 설계 : 노나카 사치코
- 색 지정 : 에비나 카요코
- 동화 체크 : 오하라 켄지
- 동화 : 교토 애니메이션, 스튜디오 정글짐, OH! 프로덕션, 스튜디오 쿠마, Triple A, 스튜디오 타쿠란케, 무겐칸, 스튜디오 바르셀로나, P.A.WORKS, 스튜디오 캣츠
- 마무리 : 교토 애니메이션, 라이트 풋, 트레이스 스튜디오 M, 오피스 휴, Wish
- 제작위원회 : 테레비 아사히/스기야마 노보루, ADK/오가와 쿠니에·반다이 토모, 후타바샤/나카노 세이지
- 프로듀서 : 와다 야스시, 요시다 유우키, 니시구치 나오미, 스기야마 아츠오, 마스오 토오루
- 어시스턴트 프로듀서 : 오오사와 마사타카
- 제작 : 신에이 동화, 테레비 아사히, ADK, 후타바샤
- 원화 : 스에요시 유우이치로, 하야시 시즈카, 유아사 마사아키, 오오시로 마사루, 오오츠카 마사미, 사사키 마사카츠, 니시무라 타카요, 히라카와 테츠오, 하시모토 토요코 등

## 주제가

### 오프닝 테마 - 「유루유루로 DE-O!」(한국판: 흔들흔들 에-오!)
- 작사 - 무토 유지 / 작곡 - 나카무라 코슈 / 편곡 - 이와사키 타카후미
- 노래 - 노하라 신노스케 (야지마 아키코) & 크레용 프렌즈 from AKB48 (일본 콜롬비아 뮤직 엔터테인먼트)

### 엔딩 테마 - 「Cry Baby」
- 작사 - Naoki Takada / 작곡 - Naoki Takada & Shintaro "Growth" Izutsu / 편곡 - Shintaro "Growth" Izutsu
- 노래 - SEAMO (BMG JAPAN)

## DVD
- 2007년 11월 23일(금요일) 반다이 비주얼에서 발매

## 해외 수출

### 대한민국
- 개봉 : 2009년 9월 24일(목요일)
- 관람등급 : 전체 관람가
- 영상시간 : 102분
- 수입 : CJ CGV㈜
- 배급 : CJ CGV㈜
- 홍보 마케팅 : 이노기획
- 온라인 마케팅 : 웹스프레드
- 예고편 : ZOOM

## 갤러리

일본어 프스터

## 같이 보기
- 짱구는 못말려
- 우스이 요시토